# Ainsi soit je…
Ainsi soit je… («Такая, как есть»; игра слов с выражением ainsi soit-il — «да будет так») — второй студийный альбом Милен Фармер, вышедший в апреле 1988 года.

## Создание
После успеха альбома Cendres de Lune и хитов «Sans contrefaçon» и «Ainsi soit je…» у Фармер не возникло проблем с выпуском второго альбома, который был хорошо принят публикой, что позволило ей укрепить растущую популярность, таким образом предотвращая её от провала и ухода со сцены. Альбом продумывали в течение пяти — шести месяцев. Он был записан в студии Mega, на проспекте маршала Монури, в Париже (XVI округ Парижа) под руководством Тьерри Рогена, известного звукорежиссёра, который уже работал с Фармер и сотрудничал с Мишелем Сарду.
На обложке Фармер изображена в три четверти, где она представлена вместе с куклой, использованной в видео на песню «Sans contrefaçon». Фотографии буклета были сделаны Эльзой Триллиат.
Альбом был выпущен в апреле 1988 года и был встречен с большим успехом, как со стороны критики так и по продажам.

## Текст и музыка
Тексты, которые содержат много литературных ссылок на известных авторов (таких, как Бодлер, По, и т. д.), были написаны Милен Фармер, за исключением «L’Horloge» (стихотворение Шарля Бодлера), «Déshabillez-moi» (первоначально пела в 1966 году Жюльетт Греко́) и «The Farmer’s conclusion» (которая является инструментальной песней). В альбоме преобладают меланхоличные и грустные тона, с рассуждениями о смерти, самоубийстве, сумасшествии. Темы сексуальной двусмысленности, содомии и провокации также затрагиваются.

## Реакция критики
| Оценки критиков | Оценки критиков |
| Источник        | Оценка          |
| --------------- | --------------- |
| Allmusic        | [ 7 ]           |

Альбом был в целом хорошо принят в средствах массовой информации и по-прежнему иногда рассматривается как «один из самых успешных», «лучший альбом певицы». Когда альбом был выпущен, в прессе отмечали: «Милен демонстрирует воображение и новый пласт поиска в этих очаровательных развратных стихах и её синтетических хитах, содержащих множество литературных реминисценций» (20 Ans).. Это «великий» (Gaipied) и «успешный» (Dernières Nouvelles d’Alsace) альбом, где есть «интеллектуальная и музыкальная вселенная, при этом всегда творческая» (Gaipied). Его песни были описаны как «мощные, иногда броские и часто завораживающие композиции» (Paris Nuit), тексты которых «точные, но совершенно распущенные» (France Soir). «Поэтическое качество текстов» и «чувство мелодии» (Le Télégramme) были также отмечены. Rock and Folk сказал о продюсировании Лорана Бутонна как о «безупречном», демонстрирующего здесь свой «несомненный талант». По мнению Télé Poche «момент успеха пришёл к Милен Фармер» с этого альбома. Журналист Каролин Бий сказал, что «этот альбом неоднозначный, яркий, романтический и красиво преподнесенный».
Некоторые критики также выступили с отрицательной оценкой Ainsi soit je… Например, по мнению L'Humanité, этот альбом включает «старомодную стилистическую манеру переосмыслять поэзию» (L’Humanité). Rock Land назвали этот альбом как «второй сборник плохих мыслей с захватывающим легкомыслием», чьи «би-сайды бездушны».

## Места в чартах
Во Франции альбом дебютировал на 8 месте в апреле 1988, а затем упал до 26 места спустя 5 месяцев. Но благодаря успешному синглу «Pourvu qu'elles soient douces» (стал хитом в декабре 1988), альбом достиг 1 места за 2 недели в декабре 1988. Альбом оставался в десятке 11 месяцев, а в чарте продержался весь год. 29 июня 1988 альбом получил золотой сертификат от SNEP за продажу 100 000 копий, потом платиновый за продажу 300 000 копий, а затем дважды платиновый 17 февраля 1989 за 600 000 проданных копий, и в конечном счёте альбом стал бриллиантовым 14 ноября 1989 за продажу 1 000 000 копий. Согласно французской телепередаче Les Hits de Diamant, показанной каналом M6 20 октября 2007, Ainsi soit je… занимает 46 место в списке самых продаваемых альбомов всех времён во Франции.
Альбом также был выпущен в Германии, где достиг 47 места.
20 марта 2005 альбом, переизданный в формате digipack, продержался в чарте French Top Mid' Price 4 недели, достигнув 2 места.

## Коммерческий успех
Ainsi soit je… стал первым французским бриллиантовым альбомом (то есть вышедший с тиражом свыше миллиона копий), который был записан женщиной. На сегодняшний день общая продажа альбома превышает 2 млн копий. Благодаря этому альбому Милен Фармер стала знаменитой не только во Франции, но и за границей, став в 1988 году на премии Victoires de la musique певицей года.

## Список композиций
Все тексты написаны Милен Фармер, Шарль Бодлер (1), Роберт Ниель (9), вся музыка написана Лоран Бутонна, Гари Вэрлор (9).
| №                   | Название                        | Длительность |
| ------------------- | ------------------------------- | ------------ |
| 1.                  | «L’Horloge»                     | 5:03         |
| 2.                  | «Sans contrefaçon»              | 4:07         |
| 3.                  | «Allan»                         | 4:46         |
| 4.                  | «Pourvu qu’elles soient douces» | 4:52         |
| 5.                  | «La Ronde triste»               | 4:13         |
| 6.                  | «Ainsi soit je...»              | 6:18         |
| 7.                  | «Sans logique»                  | 4:30         |
| 8.                  | «Jardin de Vienne»              | 5:17         |
| 9.                  | «Déshabillez-moi»               | 3:45         |
| 10.                 | «The Farmer’s Conclusion»       | 2:15         |
| Общая длительность: | Общая длительность:             | 45:47        |

## Участники записи
- Милен Фармер — вокал, хор
- Лоран Бутонна — клавишные, синтезатор, продюсирование
- Тьерри Роген — звук, сведение, программирование
- Слим Пезин — гитара
- Бернар Паганотти — бас
- Пол Рамирэ дель Плиэ — флейта Пана, сякухати
- Les Moines Fous du Tibet — хор
- Фредерик Руссо — программирование
- Бертран Лепаж /Polygram Music — издание (1-8 треков, 10), Intersong Paris — издание (трек 9)
- Андре Перриат (Top Master) — мастеринг, гравюра
- Эльза Трилла — фото
- Жан-Поль Тэодуль — модель
- Бенуа Лестан — кукольник
- Бертран Лепаж — менеджмент
- Запись и сведение в Studio Mega

## Синглы
| Год  | Название                        | Дата выпуска     | Продажи (Франция)             | Сертификат | Место | Место |
| ---- | ------------------------------- | ---------------- | ----------------------------- | ---------- | ----- | ----- |
| Год  | Название                        | Дата выпуска     | Продажи (Франция)             | FR         | FR    | GER   |
| 1987 | «Sans contrefaçon»              | 7 октября 1987   | 500,000 — 700,000             | —          | 2     | 46    |
| 1988 | «Ainsi soit je…»                | март 1988        | 150,000 — 180,000             | —          | 12    | —     |
| 1988 | «Pourvu qu'elles soient douces» | 12 сентября 1988 | 700,000 — 900,000 — 1,000,000 | золотой    | 1     | 87    |
| 1989 | «Sans logique»                  | февраль 1989     | 250,000                       | —          | 10    | —     |

## Хронология релизов
| Дата | Лейбл           | Страна     | Формат            | Каталог  |
| ---- | --------------- | ---------- | ----------------- | -------- |
| 1988 | Polydor         | Франция    | CD                | 835654-2 |
| 1988 | Polydor         | Франция    | Picture CD        | 835654-2 |
| 1988 | Polydor         | Франция    | 12"               | 835564-1 |
| 1988 | Polydor         | Франция    | Cassette          | 835465-4 |
| 1988 | Polydor         | Франция    | Collector edition | ?        |
| 1988 | Polydor         | Германия   | CD                | 835564-1 |
| 1988 | Polydor         | Германия   | 12"               | 835564-2 |
| 1988 | Polydor         | Канада     | 12"               | 835564-1 |
| 1988 | Polydor         | Канада     | Promo 12"         | 835564-1 |
| 1988 | Polydor         | Канада     | Cassette          | 835564-4 |
| 1988 | Polydor         | Италия     | Cassette          | 835564-4 |
| 1988 | Polydor         | Япония     | CD                | POCP1001 |
| 1988 | Polydor         | Япония     | Promo CD          | POCP1001 |
| 1988 | Polydor         | Корея      | 12"               | RG2039   |
| 1988 | Polydor         | Нидерланды | Cassette          | 835564-4 |
| 1988 | Polydor         | Испания    | 12"               | 835564-1 |
| 1994 | Polygram        | Франция    | CD                | 8355642  |
| 1998 | Polygram France | Франция    | CD                | 835564   |
| 2005 | Polydor         | Франция    | Digital           | —        |
| 2006 | Universal       | Франция    | CD — Digipack     | 9828262  |

## Чарты, сертификаты и продажи
| Чарт (1988)              | Наивысшая позиция |
| ------------------------ | ----------------- |
| French SNEP Albums Chart | 1                 |
| German Albums Chart      | 47                |
| Чарт (2005)              | Наивысшая позиция |
| French Top Mid’Price     | 2                 |

| Хит-парад (1989)       | Позиция |
| ---------------------- | ------- |
| Европа (Music & Media) | 16      |

| Страна    | Сертификация  | Дата           | Сертификаты по продажам | Физические продажи                |
| --------- | ------------- | -------------- | ----------------------- | --------------------------------- |
| Бельгия   | Золотой       |                | 25,000                  |                                   |
| Франция   | Бриллиантовый | 14 ноября 1989 | 1,000,000               | 1,400,000 — 1,700,000 — 1,800,000 |
| Швейцария | Золотой       |                | 25,000                  |                                   |